# Ny-Ålesund
Ny-Ålesund is een voormalig mijndorp op het eiland Spitsbergen en is gelegen op 78,55 graden noorderbreedte op het schiereiland Brøgger aan de Kongsfjord. Het noemt zichzelf het noordelijkste dorp van de wereld. Als gevolg van het Spitsbergenverdrag houdt Noorwegen er toezicht, net als op de rest van de Spitsbergen eilandengroep (uitgezonderd Barentszburg en Pyramiden).
In de laatste decennia heeft het dorp zich ontwikkeld tot een internationaal onderzoeksstation. Veel landen hebben er een basis waaronder Noorwegen (van het Noors Poolinstituut), Duitsland, Frankrijk, Engeland, Italië, Japan, Zuid-Korea, China en Nederland, maar niet alle bases zijn het hele jaar door bewoond.
Ny-Ålesund wordt bewoond door een permanente populatie van ongeveer 30 tot 35 personen, welke allemaal voor de onderzoeksstations of voor Kings Bay werkzaam zijn, het bedrijf dat het dorp "bezit" en beheert. Tijdens de zomer neemt de populatie toe tot circa 120 personen, vooral onderzoekers, technici en studenten. De inwoners nemen er deel aan gezamenlijke maaltijden en er heerst een duidelijke groepsgeest.
Het Arctisch Centrum van de Rijksuniversiteit Groningen gebruikt een aantal gebouwen in Ny-Ålesund als poolstation. Bij het onderzoek op het Nederlands Poolstation staan brandganzen centraal. Sinds 1990 wordt de lokale populatie in detail gevolgd en geringd met op afstand afleesbare individueel gecodeerde ringen. Het onderzoek heeft zich beziggehouden met het gedrag van ganzen, het vinden van voedsel, het effect van de ganzen op de vegetatie, de effecten van poolvossen, populatiecycli en de rol van ziektes in populaties van wilde vogels.
Bij het dorp ligt sinds 1997 de raketlanceerbasis SvalRak.

## Toerisme
Vanuit Longyearbyen vliegt een lijndienst op en neer naar Ny-Ålesund en er is een hotel (het Noordpool-hotel). Tijdens cruises en toeristische scheepstochten is Ny-Ålesund een favoriete stop, waarbij het postkantoor (het noordelijkste postkantoor ter wereld) evenals de ankertoren waarvandaan poolreiziger Roald Amundsen op 11 mei 1926 met het luchtschip Norge vertrok voor de eerste succesvolle vlucht over de Noordpool, veelvuldig wordt bezocht.
Het toerisme heeft wel zijn schaduwkanten: het kan schadelijk zijn voor de kwetsbare vegetatie en sommige gevoelige wetenschappelijke apparatuur in het dorp.

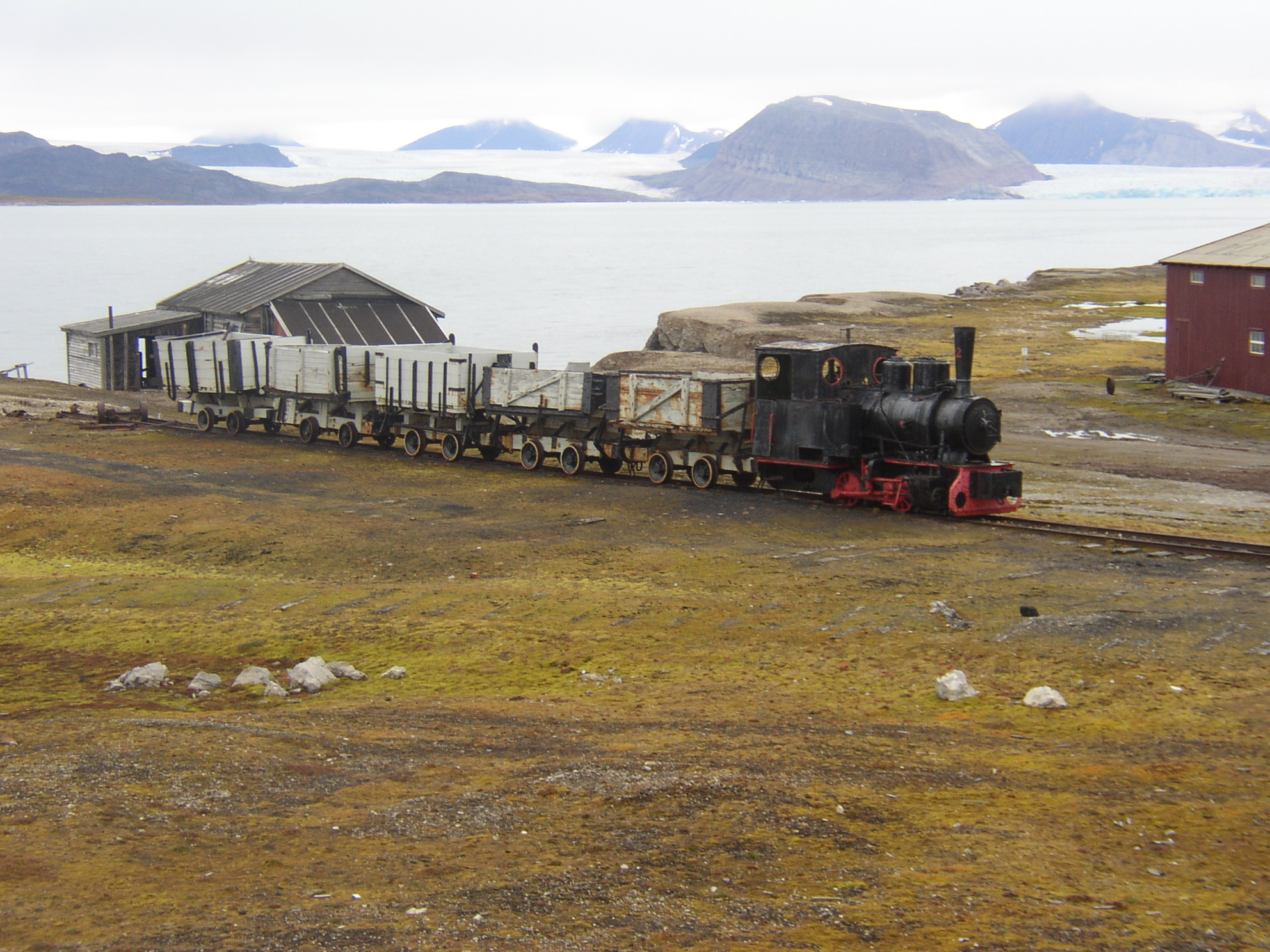
Oude stoomtrein in Ny-Ålesund, met op de achtergrond de Kongsfjorden en zijn imposante gletsjers
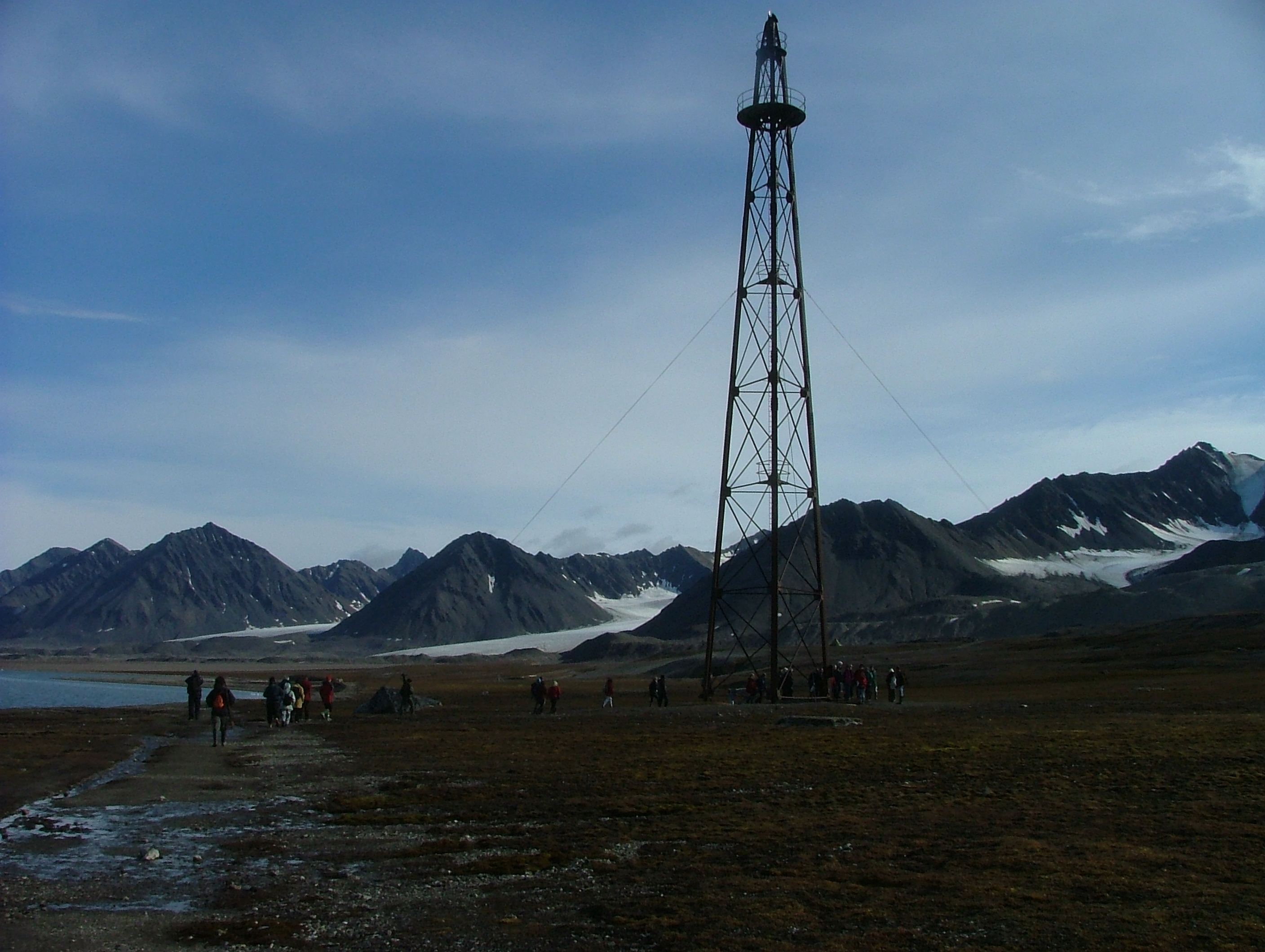
Ankertoren voor het luchtschip Norge gebruikt tijdens de eerste succesvolle vlucht over de Noordpool
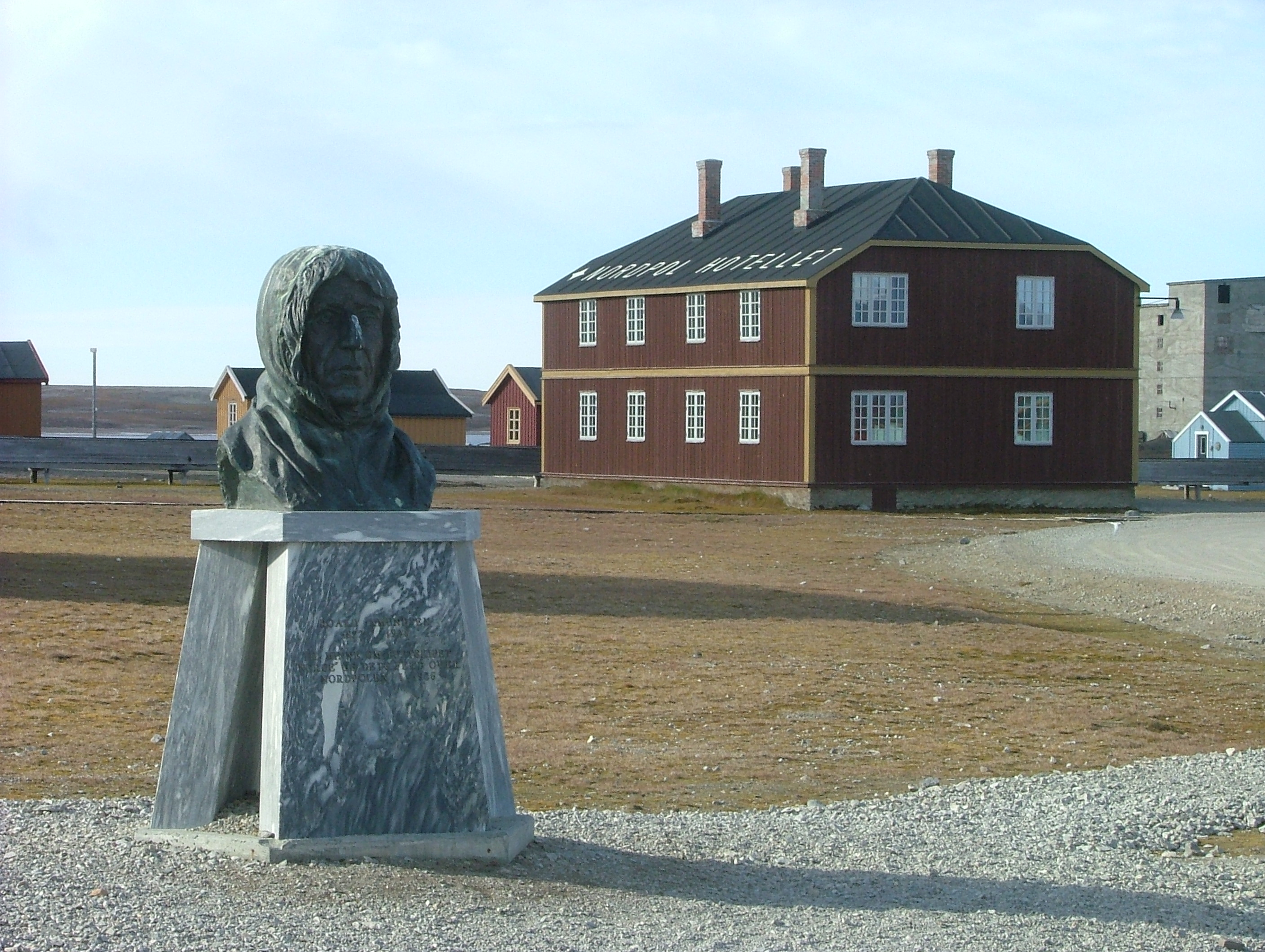
Het Noordpoolhotel in Ny-Ålesund en de buste van Roald Amundsen
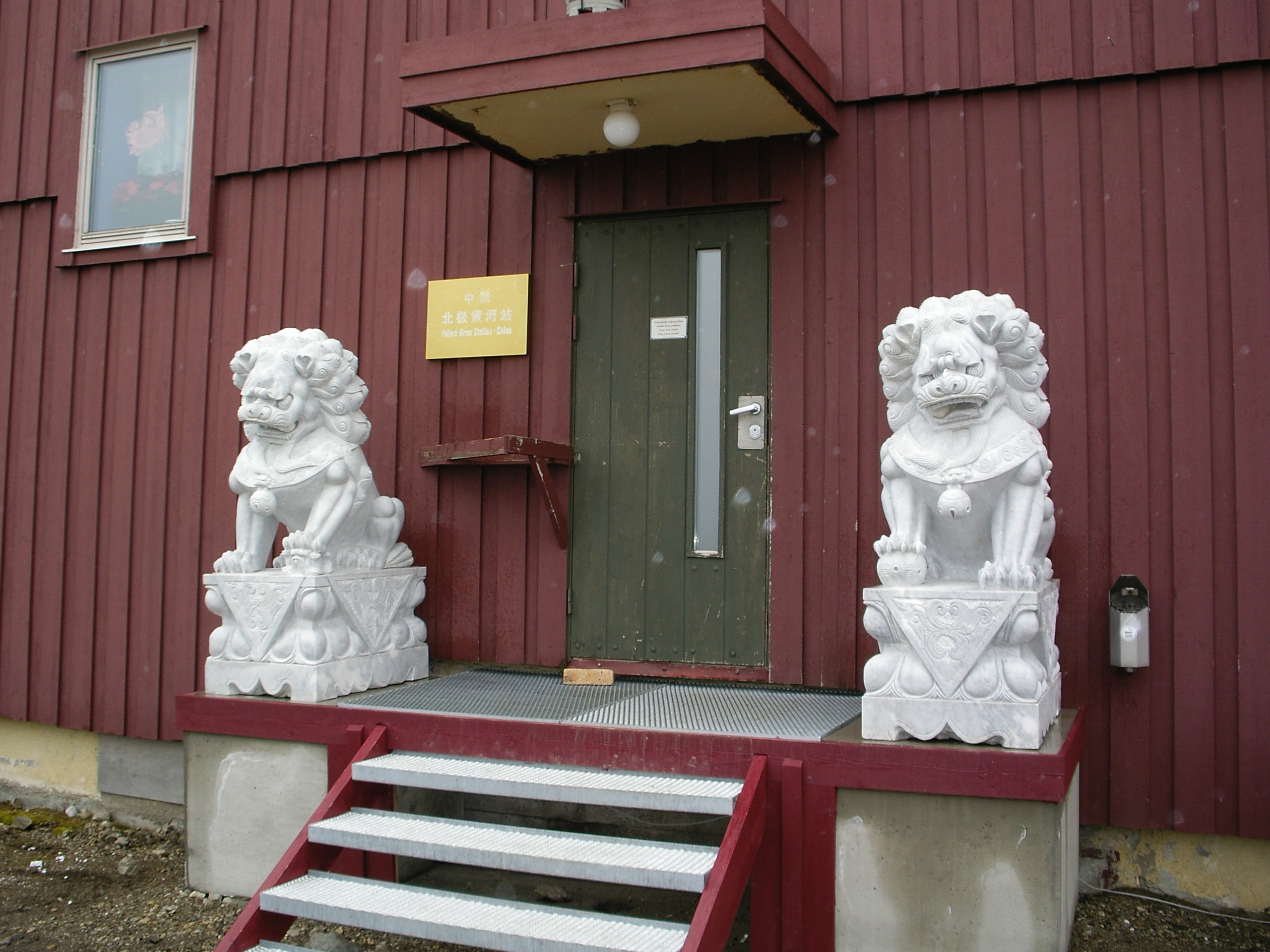
Ingang naar het Chinese onderszoeksstation in Ny-Ålesund